# هووارد نیلسن
هووارد نیلسن (نروژی: Håvard Nielsen؛ زادهٔ ۱۵ ژوئیهٔ ۱۹۹۳) بازیکن فوتبال اهل نروژ است.
از باشگاه‌هایی که در آن بازی کرده‌است می‌توان به باشگاه فوتبال ردبول زالتسبورگ، باشگاه فوتبال وولرنگا، باشگاه فوتبال آینتراخت برانشوایگ، باشگاه فوتبال گروتر فورث، باشگاه فوتبال فورتونا دوسلدورف، و باشگاه ورزشی فرایبورگ اشاره کرد.
وی همچنین در تیم‌های ملی فوتبال زیر ۲۱ سال نروژ و نروژ بازی کرده‌است.